# روعة السعدي
روعة السعدي (1 أبريل 1988 -)، ممثلة سورية من أصل فلسطيني.

## عن حياتها
هي ابنة الكاتب هاني السعدي وشقيقتها ربى ممثلة أيضا، بدأت مشوارها الفني وهي بسن السابعة من عمرها عندما شاركت في السباعية التلفزيونية أبو البنات، توالت أعمالها وقدمت العديد من الأدوار والشخصيات ويعد أهم ما قدمته دورها في مسلسل الفصول الأربعة بجزئيه.

### اعتزالها
بعد تقديمها لمسلسل أشواك ناعمة عام 2005، أعلنت اعتزالها العمل الفني جراء الإشاعة التي أذيعت بأنها كانت على علاقة حب مع الممثل قيس شيخ نجيب، ثم تطور الأمر إلى الترويج لأنهما تزوجا وسافرا إلى إسطنبول لإقامة شهر العسل وأوضحت أنها لم تكن تعمل معه ولا تربطها به أية صلة، الأمر الذي أدى إلى اعتزالها مجال التمثيل ومقاطعة الصحافة والتلفزيون. بعد ضغوطات المعجبين أثناء مرورها في الشارع الأمر الذي اضطرها للتحدث إليهم حول تفاصيل حياتها الشخصية، وبالتالي استاءت من هذه الظروف وقررت الاعتزال.
كان والدها يحاول إقناعها بعدم ترك التمثيل، وفي عام 2009 أقنعتها الممثلة لورا أبو أسعد بالعمل في دبلجة المسلسلات التركية، ولكنها عادت عن الاعتزال في عام 2013، وذلك بعد مشاركتها في مسلسل فتت لعبت ثم واصلت التمثيل.

### فيديو كليب
في أغسطس 2017 شاركت المغني حسام جنيد في فيديو كليب «شموسة» وأكدت أن صديقتها الممثلة إمارات رزق (زوجة حسام جنيد) كانت المشجع الأول لها لخوضها هذه التجربة تحت إدارة المخرج مؤيد الأطرش.

## أعمالها

### من أعمال التلفزيون
| سنة الإنتاج | اسم المسلسل                                             | الشخصية          |
| ----------- | ------------------------------------------------------- | ---------------- |
| 1995        | أبو البنات - سباعية تلفزيونية                           |                  |
| 1997        | الموت القادم إلى الشرق                                  | شمس (وهي صغيرة)  |
| 1998        | الكواسر                                                 | هديل (وهي صغيرة) |
| 1999        | الفوارس                                                 | سارة (وهي صغيرة) |
| 1999        | الفصول الأربعة الجزء الثاني عام 2002                    | نارا             |
| 2000        | البواسل                                                 | هيبانة           |
| 2003        | الشتات                                                  |                  |
| 2003        | خط النهاية                                              | رهام             |
| 2004        | صراع الأشاوس                                            | هدز              |
| 2004        | عائد إلى حيفا                                           | فلك              |
| 2004        | قتل الربيع                                              | ناديا            |
| 2004        | عصر الجنون                                              | سيدرا            |
| 2004        | حاجز الصمت                                              | خلود             |
| 2005        | حالي حال                                                |                  |
| 2005        | أشواك ناعمة                                             | غزل              |
| 2013        | فتت لعبت                                                | يارا             |
| 2014        | طوق البنات الجزئين الثاني والثالث عام 2015، الرابع 2017 | صالحة            |
| 2015        | العراب                                                  | أمل              |
| 2017        | بقعة ضوء - الموسم 13، حلقات منفصلة                      | عدة شخصيات       |
| 2018        | روزنا                                                   | دانة             |
| 2019        | بقعة ضوء - الموسم 14، حلقات منفصلة                      | عدة شخصيات       |
| 2020        | ما بين حب وحب                                           |                  |
| 2021        | سوق الحرير - الجزء الثاني                               | شادية            |
| 2021        | حارة القبة الجزء الثاني عام 2022                        | جميلة            |
| 2022        | من شارع الهرم إلى ...                                   | غزوة             |
| 2023        | مقابلة مع السيد آدم 2                                   |                  |
| 2024        | الصديقات                                                |                  |
| 2025        | السبع                                                   |                  |

### العمل في الدبلجة
| اسم المسلسل          | صوت شخصية     |
| -------------------- | ------------- |
| وادي الذئاب          | هدى توروس     |
| سنوات الصفصاف        | أسيل          |
| طباخ السلطان         | ربا           |
| الوشاح الأحمر        | عائشة         |
| الرحمة               | ملاك          |
| ثأر الإخوة           | هبة           |
| هوى الروح            | ناريمان       |
| حرب الورود           | جولرو         |
| رائحة الفراولة: صدفة | أسيل          |
| حب أعمى              | نيهان         |
| التفاح الحرام        | شاهكة         |
| أكثر من حب           | كلارا         |
| ماريا بنت عبد الله   | ماريا         |
| من أجل الحب          | فيروزة        |
| قصر سوارنا           | آبا           |
| الخائن               | ديرين         |
| غابة الوحوش          | إيزابيلا ليون |
| زوجة زوجي            | شايرا         |
| قدري بلا لون         | جانڨي         |
| المشتبه              |               |
| حكاية جزيرة          | أسمهان        |
| علي رضا              | خالدة         |
| الحفرة               | غصون          |

## روابط خارجية
- روعة السعدي على موقع الدهليز
- روعة السعدي على موقع قاعدة بيانات الأفلام العربية